# Tino Santoni
Tino Santoni (eigentlich Clemente Santoni; * 9. Januar 1913 in Rom; † 1987 ebenda) war ein italienischer Kameramann.
Santoni studierte zunächst Malerei, widmete sich dann jedoch dem Filmgeschäft, in dem er als technischer Assistent für Licht, Kameraassistent und Lichtmeister in den 1930er Jahren arbeitete. Als verantwortlicher Bildgestalter fotografierte er zahlreiche Filme mit künstlerischem Anspruch, brachte seine frischen, sonnenbetonten Bilder aber auch in Kommerzproduktionen ein. Gelobt wurden die zarte Farbgebung und die kontrastreiche Wiedergabe der Inszenierungen. 1974 beendete er seine aktive Laufbahn. Herausragende Beispiele aus den rund 100 Filmen für seine sensible Fotografie sind Es ist Frühling (1950), Wilder Sommer (1959) und Das Mädchen mit dem leichten Gepäck (1961).

## Filmografie
- 1950: Es ist Frühling (È primavera)
- 1951: Wunder einer Stimme – Enrico Caruso (Enrico Caruso: Leggenda di una voce)
- 1952: Il bandolero stanco
- 1955: Ein Held unserer Tage (Un eroe dei nostri tempi)
- 1958: Aphrodite – Göttin der Liebe (Afrodite, dea dell’ amore)
- 1959: Wilder Sommer (Estate violenta)
- 1960: Un dollaro di fifa
- 1961: Das Mädchen mit dem leichten Gepäck (La ragazza con la valigia)
- 1962: Ursus im Tal der Löwen (Ursus nella valle dei leoni)
- 1963: Gli eroi del West
- 1965: Die richtige Frau im falschen Bett (Letti sbagliati)
- 1966: I due figli di Ringo
- 1967: Argoman – Der phantastische Supermann (Come rubare la corona d’Inghilterra)
- 1968: I nipoti di Zorro
- 1968: Sangue chiama sangue
- 1970: Zwei Trottel in der Fußballiga (I due maghi del pallone)
- 1972: Wehe, wenn die Lust uns packt (La bella Antonia, prima monica e poi dimonia)